# Diocese de Darjeeling
A Diocese de Darjeeling (Latim:Dioecesis Darieelingensis) é uma diocese localizada no município de Darjeeling, no estado de Bengala Ocidental, pertencente a Arquidiocese de Calcutá na Índia. Foi fundada em 15 de fevereiro de 1929 pelo Papa Pio XI como Missão Sui Iuris de Sikkim, em 1931 foi elevado a prefeitura apostólica e em 1962 a diocese. A diocese abrange todo o território do Butão, do qual possui uma minoria da população católica. Com uma população católica de 37.320 habitantes, sendo 2,4% da população total, possui 60 paróquias com dados de 2020.

## História
Em 15 de fevereiro de 1929 o Papa Pio XI cria a Missão Sui Iuris de Sikkim através do território da Arquidiocese de Calcutá e do então Vicariato Apostólico de Tatsienlu na China. Em 1931 a Missão sui iuris é elevado a Prefeitura Apostólica de Sikkim. Em 1962 a Prefeitura apostólica é elevada a Diocese de Darjeeling. Em 1997 a 
Diocese de Darjeeling perde território para a formação da Diocese de Bagdogra. A Diocese de Darjeeling abrange todo o território do Butão, do qual possui uma minoria de sua população católica.

## Lista de bispos
A seguir uma lista de bispos desde a criação da missão sui iuris em 1929, em 1931 é elevado a prefeitura apostólica e em 1962 a diocese.
|                                 | Nome                 | Período              | Notas                             |
| Bispos de Darjeeling            | Bispos de Darjeeling | Bispos de Darjeeling | Bispos de Darjeeling              |
| ------------------------------- | -------------------- | -------------------- | --------------------------------- |
| 2º                              | Stephen Lepcha       | 1997 - atual         |                                   |
| 1º                              | Eric Benjamin        | 1962 - 1994          | Faleceu no cargo                  |
| Prefeitos apostólicos de Sikkim |                      |                      |                                   |
| 2º                              | Aurelio Gianora      | 1937 - 1962          | Faleceu no cargo                  |
| 1º                              | Jules Elmire Douénel | 1931 - 1937          | Faleceu no cargo                  |
| Eclesiástico superior de Sikkim |                      |                      |                                   |
| 1º                              | Jules Elmire Douénel | 1929 - 1931          | Nomeado prefeito apostólico daqui |